# Aloe bussei
Aloe bussei es una especie del género Aloe perteneciente a la familia Xanthorrhoeaceae. Es originaria de Tanzania.

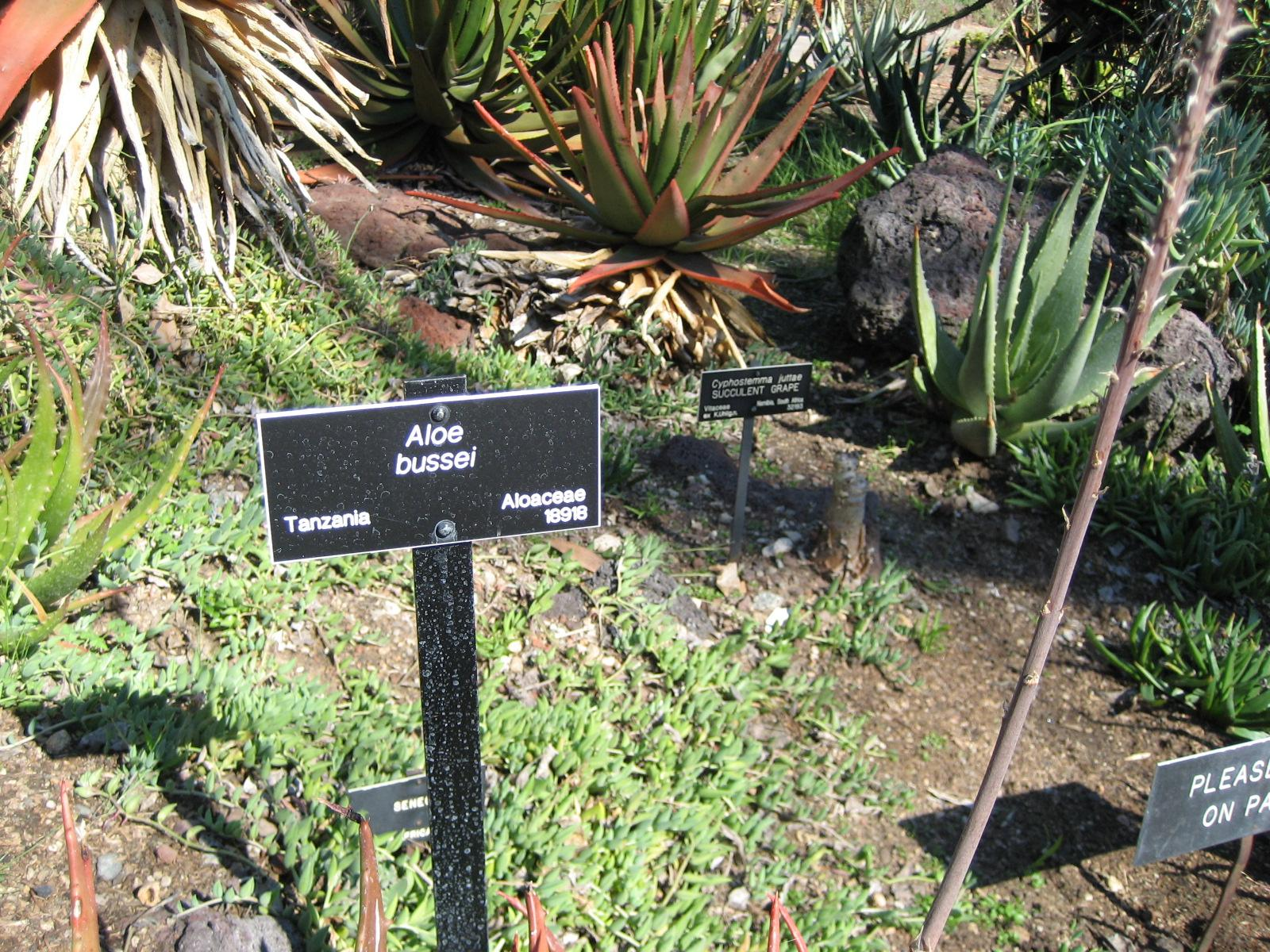
Vista de la planta

## Descripción
Aloe bussei, es una planta sin tallo que forma grupos densos. Las 20  hojas aovado-lanceoladas  son cónicas y forman rosetas. Es de color verde brillante, por lo general bañado de color rojo cobrizo, la lámina es de 20 a 30 cm de largo y de 5 a 6 cm de ancho. En la parte inferior de las hojas tiene manchas blancas. La inflorescencia es simple y es normalmente de  cuatro ramas, y alcanza una longitud de 40 a 60 cm (raramente a 75 cm). Las flores son de color coral y amarillo en su boca y  de 28 a 35 milímetros de largo y reducidas en su base.

## Taxonomía
Aloe bussei fue descrita por A.Berger y publicado en Das Pflanzenreich IV.38: 273, en el año 1908.
Etimología
Ver: Aloe
bussei: epíteto fue otorgado en honor del oficial agrícola alemán Walter Busse (1865–1933), que trabajó en Tanzania.
Sinonimia
- Aloe morogoroensis Christian[6][2]